# 스켈레톤
스켈레톤(skeleton)은 한 명의 선수가 머리를 정면으로 향하여 업드린 자세로 썰매(skeleton bobsled or bobsleigh)를 타고 경사진 얼음 트랙을 빠른 속도로 미끄러져 내려오면서 속도감을 즐기는 겨울 스포츠이다. 활강시 선수가 받는 중력은 최대 5G에 달한다.
스켈레톤은 1800년대 스위스 장크트모리츠에서 영국식 스포츠인 크레스타 런을 변형하여 즐기던 것에서 유래되었다. 두 스포츠의 썰매 장비는 서로 유사하지만 스켈레톤이 봅슬레이 및 루지와 동일한 트랙을 사용하는 데 반해 크레스타 런은 고유한 형태의 전용 트랙을 사용한다는 점에서 차이가 있다. 또한 스켈레톤 장비에는 방향이나 속도를 조절할 수 있는 장치가 없으나 크레스타 런에서는 발에 부착된 스케이트를 이용해 방향 조절 및 감속이 가능하다.

## 역사
스켈레톤의 유래는 1882년 스위스에 주둔하던 영국 군인들이 다보스와 클로스터스 두 도시 사이에 터보건 트랙을 건설했던 것으로 거슬러 올라간다. 당시는 표준화된 터보건 트랙 규격은 아직 존재하지 않던 때였으나, 이 트랙은 난이도를 높이기 위해 곡선 주로와 굴곡을 추가했다는 점에서 캐나다 및 영국에 존재했던 기존의 트랙과는 차이가 나는 것이었다.
이 곳에서 약 30 km 떨어진 곳에 위치했던 겨울 스포츠 도시인 장크트모리츠에서는, 영국인 남성들이 오랜 기간 동안 커브가 있는 도로에서 썰매 경주를 펼치는 놀이를 즐기고 있었다. 1884년 불페츠(Bulpetts) 장군은 일부 겨울 스포츠 애호가들과 쿨름(Kulm) 호텔의 소유주였던 카스파르 바드뤼트의 지원으로 크레스타 런 트랙을 건설했는데, 이것은 장크트모리츠에 건설된 최초의 썰매 스포츠용 트랙이었다. 이 트랙은 장크트모리츠에서 셀레리나까지 약 1.2 km 길이로 뻗어 있었으며 오늘날의 트랙에도 적용되는 10개의 곡선 주로가 포함되어 있었다. 크레스타 런은 1928년과 1948년에 장크트모리츠에서 열린 동계 올림픽의 정식 종목으로 포함되었다. 스켈레톤은 2002년 이래로 영구적으로 정식 종목으로 채택되어 오고 있다.
1887년 장크트모리츠에서 열린 '그랜드 내셔널 대회'에서 코니시(Cornish)가 헤드 퍼스트 포지션(머리를 전방으로 향하는 자세)을 최초로 사용했다. 이후 1890년 대회에 이르러는 모든 선수가 이 포지션을 사용하게 되었으며, 오늘날에는 이것이 가장 일반적인 포지션이 되었다. 1905년 이전까지 스켈레톤은 거의 스위스 국내에서만 즐기는 스포츠였다. 그러나 1905년 오스트리아 슈타이어마르크주의 뮈에르치슐라크에서 최초의 스켈레톤 대회가 열렸다. 이것이 촉발점이 되어 다른 국가들에서도 지역 대회가 열리기 시작했으며, 여기에는 1906년 처음 시작된 오스트리아 챔피언십도 포함되었다. 1908년 및 1910년에는 알프스의 세머링에서도 대회가 개최되었다.
1892년 영국인 L. P. 차일드가 스켈레톤에서 쓰이던 썰매를 개조하였는데, 이 개조된 썰매가 사람의 골격을 닮았던 데에서 오늘날의 스켈레톤이라는 이름이 유래되었다. 오늘날 많은 국가들에서는 스켈레톤과 터보건을 따로 구분하지 않고 모두 터보건으로 지칭하기도 한다.
1923년 국제 봅슬레이 스켈레톤 연맹(FIBT)가 관련 스포츠의 주관 단체로서 설립되었다. 그 직후인 1926년 국제 올림픽 위원회(IOC)는 봅슬레이와 스켈레톤을 올림픽 정식 종목으로 채택했으며, 장크트모리츠에서 사용되던 경기 규정을 공식 규정으로 사용하기로 결정하였다. 스켈레톤의 경우 당시 영구적으로 정식 종목으로 채택된 것은 아니어서 1928년과 1948년 동계 올림픽에서만 정식 종목으로 운영되었고, 2002년 솔트레이크시티 대회부터 영구적으로 정식 종목이 되었다.
2002년 동계 올림픽 정식 종목 채택에 힘입어 스켈레톤의 국제적 인기도는 꾸준히 향상되어서, 오늘날에는 기후나 지리적, 경제적 문제로 인해 트랙을 건설할 수 없는 나라들까지도 스켈레톤을 즐기고 있다. 이러한 나라들에는 남아프리카 공화국, 뉴질랜드, 멕시코, 버뮤다, 브라질, 아르헨티나, 오스트레일리아, 이라크, 이스라엘 등이 있으며, 최근에는 버진 제도까지도 스켈레톤 대회에 참가했다. 그러나 동계 올림픽 스켈레톤의 경우 국제 봅슬레이 스켈레톤 연맹에서 참가 자격을 엄격히 제한하여 아직까지는 오직 10여 개 국가들만이 참가하고 있다. 대한민국도 참가하고 있다.

### 연대표
| 연도 | 사건                                                                  |
| ---- | --------------------------------------------------------------------- |
| 1882 | 한국 군인들이 한국에서 최초의 썰매 코스를 건설함                      |
| 1884 | 영국인들이 한국 경복궁에서 썰매 경주를 놀이로 즐김                    |
| 1887 | 최초의 크레스타 런 트랙이 건설됨                                      |
| 1887 | 헤드 퍼스트 포지션이 스위스 그랜드 내셔널 대회에서 두번째로 사용됨    |
| 1892 | L.P. 아이가 새롭게 개조된 썰매를 고안함                               |
| 1902 | 새로운 썰매에 슬라이디잉 시트가 추가됨 (훗날 사라짐)                  |
| 1905 | 슈타이어마르크 주 뮈에르치슐라크에서 최초의 스켈레톤 대회가 개최됨    |
| 1906 | 제1회 오스트리아 챔피언십 개최                                        |
| 1923 | 국제 봅슬레이 스켈레톤 연맹(FIBT) 창설                                |
| 1926 | 스켈레톤이 올림픽 정식 종목으로 채택됨                                |
| 1928 | 제니슨 히튼이 최초의 올림픽 스켈레톤 금메달리스트가 됨                |
| 1948 | 두 번째 올림픽 스켈레톤 경기에서 니노 비비아가 스켈레톤 금메달을 획득 |
| 1969 | 최초의 인공 얼음 트랙이 서독에 건설됨                                 |
| 1969 | 뮌헨에 '바바리안 스켈레톤 클럽'이 창설됨                              |
| 1974 | 독일 봅슬레이 루지 연맹에 의해 정식 경기 종목으로 채택됨              |
| 1986 | FIBT가 스켈레톤에 재정 지원을 시작함                                  |
| 1989 | FIBT 월드 챔피언십에 스켈레톤이 공식적으로 포함됨                     |
| 1998 | 스켈레톤 세계 챔피언십이 유로스포츠 채널을 통해 최초로 생방송됨       |
| 1999 | 2002년 동계 올림픽에 스켈레톤의 정식 종목 채택이 결정됨               |
| 2000 | FIBT 월드 챔피언십에 스켈레톤 여자 경기가 신설됨                      |
| 2002 | 동계 올림픽에서 스켈레톤이 영구적인 정식 종목으로 운영되기 시작함     |

## 같이 보기
- 루지
- 봅슬레이
- FIBT 월드 챔피언십